# Тёрлс

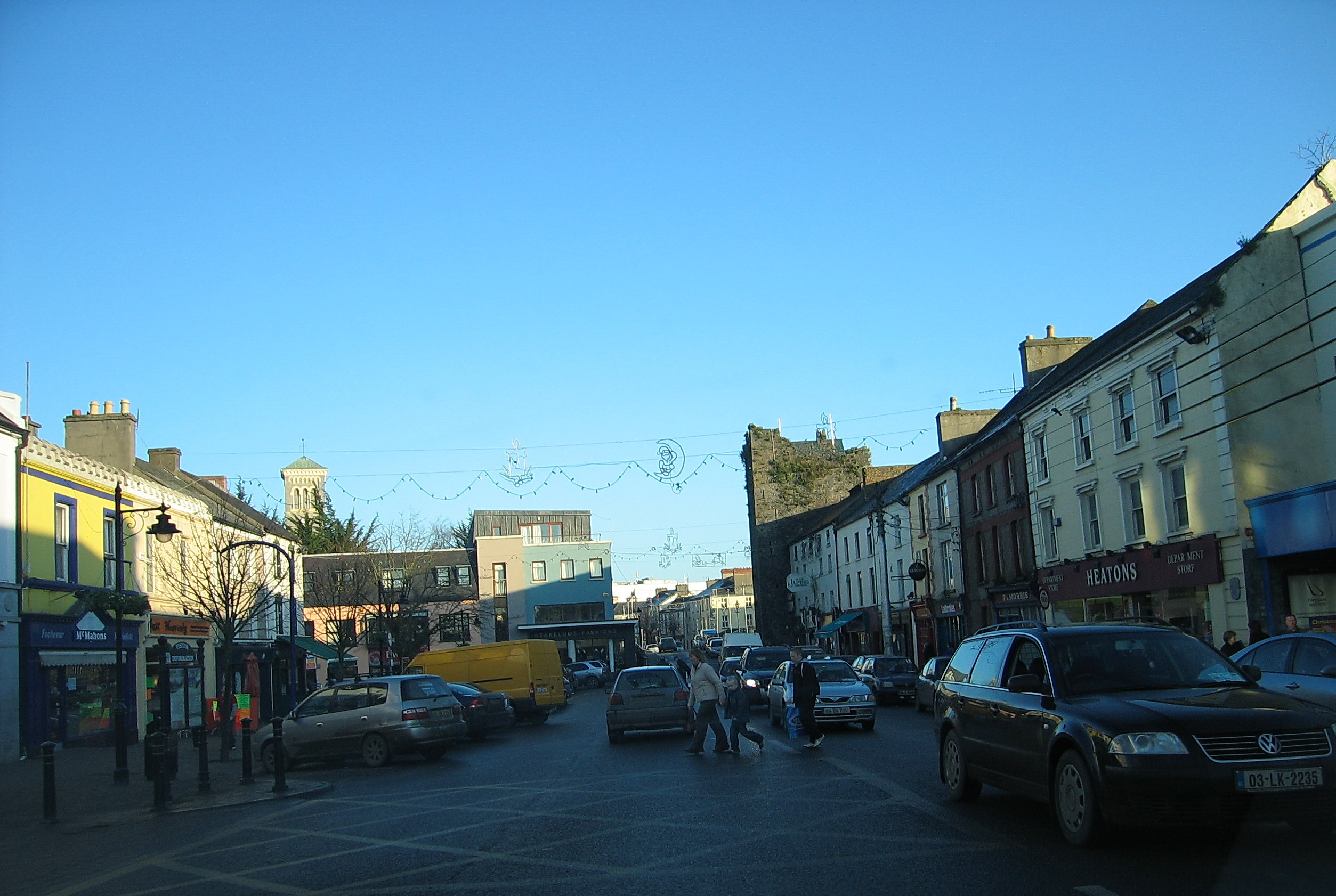
Либерти сквер

Тёрлес (англ. Thurles [θɜːrlıs]; ирл. Durlas Éile (Дурлас-Эле), «укреплённый форт Эйле») — второй по размеру (после Ненаха) (малый) город ирландского графства Северный Типперэри (провинция Манстер).
Некогда цельная территория Эйле в VIII веке была разбита на 4 королевства между О’Кэрроллами (O’Carroll), О’Спилланами (O’Spillanes), Эонахтом Кашельским (Eoghanacht of Cashel) и О’Фогартами (O’Fogartys), давшими имя местности (полное ирландское название — Durlas Éile Uí Fhogartaigh).
Местная железнодорожная станция была открыта 13 марта 1848 года.
Города-побратимы Тёрлеса —  Солт-Лейк-Сити и  Боллингтон.

## Демография
Население — 7682 человека (по переписи 2006 года). В 2002 году население составляло 7425 человек. При этом, население внутри городской черты (legal area) было 6831, население пригородов (environs) — 851.
Данные переписи 2006 года:
| Общие демографические показатели |               |                               |                               |      |      |
| Всё население                    | Всё население | Изменения населения 2002—2006 | Изменения населения 2002—2006 | 2006 | 2006 |
| 2002                             | 2006          | чел.                          | %                             | муж. | жен. |
| 7425                             | 7682          | 257                           | 3,5                           | 3742 | 3940 |

В нижеприводимых таблицах сумма всех ответов (столбец «сумма»), как правило, меньше общего населения населённого пункта (столбец «2006»).
| Религия (Тема 2 — 5 : Число людей по религиям, 2006) |             |                |             |            |       |      |
| Католики, чел.                                       | Католики, % | Другая религия | Без религии | не указано | сумма | 2006 |
| 7096                                                 | 92,4        | 316            | 182         | 88         | 7682  | 7682 |

| Этно-расовый состав (Этничность. Тема 2 — 3 : Постоянное население по этническому или культурному происхождению, 2006) |            |              |       |        |        |            |       |       |
| Белые ирландцы | Лухт-шулта | Другие белые | Негры | Азиаты | Другие | Не указано | сумма | 2006  |
| 6796 | 60         | 492          | 49    | 62     | 45     | 94         | 7598  | 7682  |
| Доля от всех отвечавших на вопрос, %                                                                                   |            |              |       |        |        |            |       |       |
| 89,4 | 0,8        | 6,5          | 0,6   | 0,8    | 0,6    | 1,2        | 100   | 98,91 |

1 — доля отвечавших на вопрос о языке от всего населения.
| Владение ирландским языком (Тема 3 — 1 : Число людей от 3 лет и старше по способности говорить по-ирландски, 2006) |      |            |       |       |
| Владеете ли Вы ирландским языком?                                                                                  |      |            |       |       |
| Да | Нет  | Не указано | сумма | 2006  |
| 3311 | 3890 | 168        | 7369  | 7682  |
| Доля от всех отвечавших на вопрос о языке, %                                                                       |      |            |       |       |
| 44,9 | 52,8 | 2,3        | 100   | 95,91 |

1 — доля отвечавших на вопрос о языке от всего населения.
| Использование ирландского языка (Тема 3 — 2 : Говорящие по-ирландски от 3 лет и старше по частоте использования ирландского языка, 2006) |                                                            |                                               |                                               |                                               |                                               |                                               |       |                                     |      |
| Как часто и где Вы говорите по-ирландски?                                                                                                |                                                            |                                               |                                               |                                               |                                               |                                               |       |                                     |      |
| ежедневно, только в образовательных учреждениях                                                                                          | ежедневно, как в образовательных учреждениях, так и вне их | в других местах (вне образовательной системы) | в других местах (вне образовательной системы) | в других местах (вне образовательной системы) | в других местах (вне образовательной системы) | в других местах (вне образовательной системы) | сумма | всего, отвечавших на вопрос о языке | 2006 |
| ежедневно, только в образовательных учреждениях                                                                                          | ежедневно, как в образовательных учреждениях, так и вне их | ежедневно                                     | каждую неделю                                 | реже                                          | никогда                                       | не указано                                    | сумма | всего, отвечавших на вопрос о языке | 2006 |
| 863 | 28                                                         | 68                                            | 163                                           | 1213                                          | 905                                           | 71                                            | 3311  | 7369                                | 7682 |
| Доля от всех отвечавших на вопрос о языке, %                                                                                             |                                                            |                                               |                                               |                                               |                                               |                                               |       |                                     |      |
| 11,7 | 0,4                                                        | 0,9                                           | 2,2                                           | 16,5                                          | 12,3                                          | 1,0                                           | 44,9  | 100                                 |      |

| Типы частных жилищ (Тема 6 — 1(a) : Число частных домовладений по типу размещения, 2006) |          |         |                 |            |       |      |
| Отдельный дом                                                                            | Квартира | Комната | Переносные дома | не указано | сумма | 2006 |
| 2673                                                                                     | 247      | 29      | 5               | 47         | 3001  | 7682 |